# Сабалдир Григорій Олексійович
Григо́рій Олексі́йович Сабалди́р (29 вересня (10 жовтня) 1883, Покровська Багачка — 3 квітня 1957, Київ) — український мовознавець-нормативіст і лексикограф. Кандидат філологічних наук (з 1956 року).

## Біографія
Народився 29 вересня (10 жовтня) 1883 року в селі Покровській Багачці (нині Хорольського району Полтавської області). 1913 року закінчив Глухівський учительський інститут. 1922 року закінчив Київський інститут народної освіти.
У 1925–1931 роках був викладачем, доцентом, згодом професором Київського педагогічного інституту. Від 1927 року — науковий співробітник Інституту наукової мови ВУАН. Від 1931 року — старший науковий співробітник Інституту мовознавства ВУАН.
1935 року незаконно репресований. 1938 року звільнений з табору без права жити в Україні. У 1938–1940 роках учителював у місті Дубовці нинішньої Волгоградської області Росії, далі (до 1956 року) працював старшим викладачем Вольського учительського інституту Саратовської області.
До Києва повернувся 1956 року. Помер 3 квітня 1957 року. Похований в Києві на Лук'янівському кладовищі (ділянка № 29, ряд 2, місце 72).

## Наукова діяльність
Склав (у співавторстві з Миколою Грунським) «Правила українського правопису» (практичний порадник). «Словник найнеобхідніших в діловодстві слів та виразів» (1925), повторені в збірному «Правописному російсько-українському словнику ділової мови (конторської та рахівничої)» (1926), як і граматику («Українська мова», 1926); окремо видав «Практичний російсько-український словник» близько 30 000 слів (1926), а в співавторстві з О. Коломацькою «Правописний словник та правила правопису й розділових знаків» близько 25 000 слів (1930).
1934 року в журналі «Мовознавство» з'явилися за його підписом рецензії на «Історію форм української мови» М. Грунського й П. Ковальова та на «Нариси з української синтакси» С. Смеречинського під заголовком «Проти буржуазного націоналізму і фальсифікації».